# Kirsten Walther
Kirsten Walther (født 31. august 1933 i København, død 19. februar 1987 i Holte) var en dansk skuespillerinde.
Hun er bedst kendt som Yvonne Jensen i Olsenbanden-filmene, den lettere virkelighedsfjerne, men meget dominerende hustru til bandemedlemmet Kjeld, og mor til deres søn, Børge, og som Karla i Huset på Christianshavn. Walther var karakteriseret ved sin særlige skingre københavnske dialekt, som man ser i blandt andet Olsen-Banden-filmene, men hun beherskede også mere sofistikerede roller, hvilket blandt andet sås i DR-TVs lørdagssatire Hov-Hov fra 1968. Her parodierede hun blandt andre Jacqueline Onassis.
Hun debuterede i Studenterrevyen i 1953 og dimitterede i 1956 fra Privatteatrenes Elevskole.
Hun blev gift med tv-produceren og instruktøren Palle Wolfsberg den 26. september, 1959. Wolfsberg var oprindeligt også skuespiller, og hun mødte ham på elevskolen. Walther værnede om sit privatliv og når hun ikke spillede skuespil var hun hjemme hos sin mand, Palle Wolfsberg. I 1966 adopterede de en toårig dreng fra Grønland, Ole.
Hendes sidste år var præget af sceneskræk og nervepres. Efter hun var fyldt 50 år, takkede hun nej til stadig flere roller for at fokusere på sin familie. Blandt hendes sidste roller var i den første opsætning af Sebastians Skatteøen på Folketeatret og tv-stykket I Johannes Verden fra 1983. Hun var begyndt på prøverne på en mindre rolle på Amagerscenen, da hun pludselig døde af et hjertestop, 53 år gammel.
Kirsten Walther ligger begravet på Vedbæk Kirkegård.

## Filmografi

### Spillefilm
| År   | Titel                                 | Rolle                                                           | Noter                                                               |
| ---- | ------------------------------------- | --------------------------------------------------------------- | ------------------------------------------------------------------- |
| 1956 | Kispus                                | Ekspeditrice i modebutik                                        | Første danske farvefilm                                             |
| 1956 | Den kloge mand                        | Pensionær hos fru Fredheim                                      |                                                                     |
| 1957 | Tre piger fra Jylland                 | Stuepige                                                        |                                                                     |
| 1959 | De sjove år                           | Ung kvinde på jobanvisningen                                    |                                                                     |
| 1960 | Frihedens pris                        | Transportlederens kone                                          |                                                                     |
| 1961 | Ullabella                             | Lærerinde Agnete Mørk                                           |                                                                     |
| 1964 | Paradis retur                         | Lajla                                                           |                                                                     |
| 1964 | Selvmordsskolen                       | Datter                                                          |                                                                     |
| 1965 | Landmandsliv                          | Elvira Victoria Cornelia Hansen, 'Mukkes' vendinde, kaldet Høne |                                                                     |
| 1967 | Jeg er sgu min egen                   | Den fromme mor, der også er luder                               |                                                                     |
| 1967 | Min kones ferie                       | Sygeplejerske                                                   |                                                                     |
| 1967 | Far laver sovsen                      | Fru Stormann                                                    |                                                                     |
| 1968 | I den grønne skov                     | Syngepige                                                       |                                                                     |
| 1968 | Det var en lørdag aften               | Nete                                                            | Danner par med Poul Bundgaards rolle, ligesom i Olsen-banden        |
| 1968 | Olsen-banden                          | Yvonne Jensen                                                   |                                                                     |
| 1969 | Mordskab                              | Clara, hans kone                                                |                                                                     |
| 1969 | Helle for Lykke                       | Mette, hans kone                                                |                                                                     |
| 1969 | Ta' lidt solskin                      | Luderen Lydia                                                   |                                                                     |
| 1969 | Olsen-banden på spanden               | Yvonne Jensen                                                   |                                                                     |
| 1971 | Det er nat med fru Knudsen            | Socialrådgiveren                                                |                                                                     |
| 1971 | Ballade på Christianshavn             | Karla Hansen                                                    | Poul Bundgaards rolle er interesseret i Karla, ligesom Olsen-banden |
| 1971 | Olsen-banden i Jylland                | Yvonne Jensen                                                   |                                                                     |
| 1972 | Olsen-bandens store kup               | Yvonne Jensen                                                   |                                                                     |
| 1973 | Olsen-banden går amok                 | Yvonne Jensen                                                   |                                                                     |
| 1973 | På'en igen Amalie                     | Frk. Jensen, hans sekretær                                      |                                                                     |
| 1974 | Olsen-bandens sidste bedrifter        | Yvonne Jensen                                                   |                                                                     |
| 1975 | Olsen-banden på sporet                | Yvonne Jensen                                                   |                                                                     |
| 1975 | Piger i trøjen                        | Seniorsergent Meldgaard                                         |                                                                     |
| 1975 | Familien Gyldenkål                    | Ketty, Fru Iversen (Gyldenkål)                                  |                                                                     |
| 1976 | Spøgelsestoget                        | Juliane de Preiss                                               |                                                                     |
| 1976 | Olsen-banden ser rødt                 | Yvonne Jensen                                                   |                                                                     |
| 1976 | Familien Gyldenkål sprænger banken    | Ketty, Fru Iversen (Gyldenkål)                                  |                                                                     |
| 1977 | Familien Gyldenkål vinder valget      | Ketty, Fru Iversen (Gyldenkål)                                  |                                                                     |
| 1977 | Olsen-banden deruda'                  | Yvonne Jensen                                                   |                                                                     |
| 1977 | Pas på ryggen, professor!             | Kerstines mor                                                   |                                                                     |
| 1978 | Olsen-banden går i krig               | Yvonne Jensen                                                   |                                                                     |
| 1979 | Olsen-banden overgiver sig aldrig     | Yvonne Jensen                                                   |                                                                     |
| 1981 | Olsen-bandens flugt over plankeværket | Yvonne Jensen                                                   |                                                                     |
| 1981 | Olsen-banden over alle bjerge         | Yvonne Jensen                                                   |                                                                     |

### Serier
| År      | Titel                   | Rolle                    | Noter      |
| ------- | ----------------------- | ------------------------ | ---------- |
| 1968    | Hov-Hov                 | Diverse                  | satire     |
| 1970    | Smuglerne               | Edel, Svend Åges kæreste | afsnit 2-6 |
| 1970-77 | Huset på Christianshavn | Karla Hansen             |            |

### Revyer
| År               | Titel                           | Noter |
| ---------------- | ------------------------------- | ----- |
| 1953             | Studenter foreningen - revyerne |       |
| 1959, 1968, 1984 | Cirkusrevyen                    |       |
| 1962-67          | ABC revyerne                    |       |
| 1976             | Tivoli Revyen                   |       |